# Zubatec obecný
Zubatec obecný (Dentex dentex) je druh ryby z čeledi mořanovitých, vyskytující se ve Středozemním moři, Biskajském zálivu, kolem britských ostrovů a podél severoafrického atlantského pobřeží až po Zelený mys. Je demersálním druhem, žije v hloubkách do 200 metrů. Ryba je dravá, živí se hlavonožci, korýši a menšími rybami. Tře se od března do května, potěr se zdržuje v hejnech, kdežto dospělí jedinci jsou samotáři. Tělo má bočně zploštělé a oválného tvaru, šupiny jsou šedostříbrně zbarvené s modrými skvrnami. Má vypouklé čelo, vysoko položené oči a krátké čelisti se čtyřmi až šesti dlouhými zuby, díky nimž získala český i vědecký název. Může dosáhnout délky jednoho metru a váhy 16 kg. Zubatec je předmětem komerčního i sportovního rybolovu, jeho jemné bílé maso se hodí ke smažení i grilování. Chová se také v akvakultuře.